# Regiones militares del Ejército Nacional Revolucionario
Las regiones militares (戰區 Zhànqū, también llamadas zonas de guerra) del Ejército Nacional Revolucionario eran 76 distritos militares del norte y las formaciones más grandes del Ejército Nacional Revolucionario, bajo el mando de la Comisión de Asuntos Militares, presidida por Chiang Kai-shek durante la segunda guerra sino-japonesa y la Segunda Guerra Mundial. Durante la segunda guerra sino-japonesa, el Ejército Nacional Revolucionario finalmente se organizó en doce Regiones Militares. 
En agosto de 1937 había:
| Región             | Zona de operaciones                                                      |
| ------------------ | ------------------------------------------------------------------------ |
| 1.ª Región Militar | Hebei, norte del ferrocarril de Pekín - Hankou (septiembre de 1937)      |
| 2.ª Región Militar | Shanxi                                                                   |
| 3.ª Región Militar | Shanghái                                                                 |
| 5.ª Región Militar | Frente del ferrocarril de Tianjin - Pukou (desde octubre de 1937)        |
| 6.ª Región Militar | Frente del ferrocarril de Tianjin - Pukou (septiembre - octubre de 1937) |

Regiones militares del ENR en agosto de 1937.

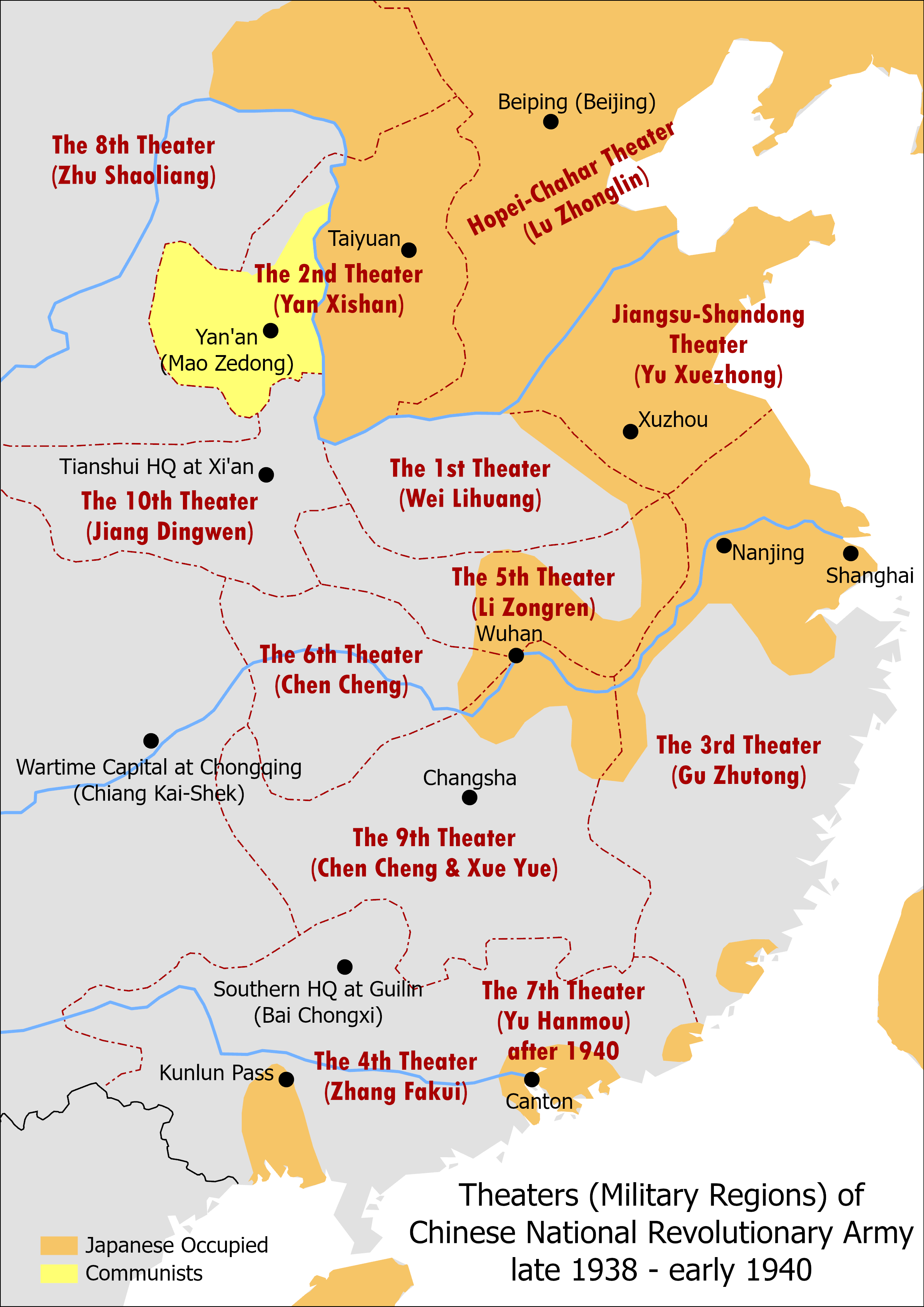
Zonas de operaciones del ENR desde finales de 1938 hasta principios de 1940.

A medida que avanzaban los japoneses, se formaron tres regiones militares más y las más antiguas se reasignaron el 17 de enero de 1938 tras la captura de Nankín.
| Región             | Zona de operaciones                       |
| ------------------ | ----------------------------------------- |
| 1.ª Región Militar | Norte del ferrocarril de Pekín - Hankou   |
| 2.ª Región Militar | Shanxi                                    |
| 3.ª Región Militar | Jiangsu, Zhejiang                         |
| 4.ª Región Militar | Guangdong, Guangxi                        |
| 5.ª Región Militar | Frente del ferrocarril de Tianjin - Pukou |
| 8.ª Región Militar | Gansu, Ningxia, Qinghai, Suiyuan          |

Después de la batalla de Xuzhou y el norte y este de Henan, la 5.ª Región Militar defendió Anhui y Hubei al norte del río Yangtsé. La 1.ª Región Militar defendió Henan. La 3.ª Región Militar se extendió para defender Anhui al sur del Yangtsé. La 4ª Región Militar extendió su mando a la costa de Fujian.
A principios de julio de 1938, durante la batalla de Wuhan, se creó la 9.ª Región Militar. Dirigió unidades del 1.º y 2.º Cuerpo de Ejércitos y la Guarnición de Wuhan, en Jiangxi al oeste del lago Poyang, al sur de Hubei y Hunan al sur del río Yangtsé.
Después de la batalla de Wuhan, el ejército chino se reorganizó junto con las regiones militares.
| Región              | Zona de operaciones                                        |
| ------------------- | ---------------------------------------------------------- |
| 1.ª Región Militar  | Henan, parte norte de Anhui                                |
| 2.ª Región Militar  | Shanxi, parte de Shensi                                    |
| 3.ª Región Militar  | Jiangsu, Anhui al sur del Yangtsé, Zhejiang, Fukien        |
| 4.ª Región Militar  | Guangdong, Guangxi                                         |
| 5.ª Región Militar  | Anhui occidental, Hubei al norte del Yangtsé, sur de Henan |
| 8.ª Región Militar  | Gansu, Ningxia, Qinghai, Suiyuan                           |
| 9.ª Región Militar  | noroeste de Jiangsi, Hubei al sur del Yangtsé, y Hunan     |
| 10.ª Región Militar | Shensi                                                     |

Además, había dos regiones militares especiales detrás de las líneas japonesas:
- Región militar de Shandong - Jiangsu: norte de Jiangsu y Shandong.
- Región militar de Hebei - Chahar - Hebei y Chahar

La 6.ª Región Militar se creó por segunda vez en octubre de 1939, después de la primera batalla de Changsha. Dirigió las fuerzas en Hubei al sur del Yangtsé y al oeste del río Xiang. Incluía fuerzas que antes formaban parte de la 9.ª Región Militar.